# Just Dance Now
Just Dance Now[ʤʌst dæns naʊ/jhôs déns náu] é um jogo da franquia Just Dance de jogos de dança, desenvolvido pela Ubisoft. O jogo foi lançado em 25 de setembro de 2014, tanto na App Store (iOS), quanto na Play Store (Android). O trailer do jogo foi revelado na Electronic Entertainment Expo 2014, em 9 de junho de 2014, sem a compra de um VIP Pass, uma versão suportada por anúncios do jogo é disponível. Alguns meses antes de inauguração oficial, uma versão beta ficou disponível nas lojas mencionadas como forma de promover a plataforma, para grande parte da Europa.
Just Dance Now é um serviço de streaming voltado a jogatinas rápidas, via internet, seja para quem não possui console, não comprou o jogo, ou simplesmente quer se divertir em turma (o que é um dos grandes destaques da plataforma, pois, diferentemente das versões de consoles e PC, o Now não possui limitações quanto a quantidade de jogadores simultâneos, o que o torna perfeito para ser usado em festas e/ou grandes eventos). A versão do aplicativo utiliza a conexão de internet do dispositivo para acesso aos servidores do Just Dance Now, podendo funcionar através de uma Smart TV, computador, notebook, tablet, set-top box ou Chromecast. Os sensores de acelerômetro e giroscópio dos celulares são utilizados como sensor de movimento, sendo (os dados capturados por eles) responsáveis por avaliar o nível de precisão do movimento feito pela mão direita, e de avaliar o jogador com uma pontuação por cada movimento exigido na coreografia.
O Just Dance Now não deve ser confundido com outros jogos da franquia (como o Just Dance 2015, Just Dance 2016, Just Dance 2017, Just Dance 2018, Just Dance 2019, etc.) que são edições consolidadas de mercado [produto final], completamente diferente da proposta do Just Dance Now, de ser um serviço por streaming de jogatinas rápidas, seja sozinho ou com os amigos, sem a necessidade de possuir e/ou estar transportando o aparelho para outros lugares.
*Devido a uma alteração do modo no qual os jogadores recebiam os créditos virtuais gratuitos (chamados de Mojo) para usarem na aquisição permanente de novas músicas, na 2ª grande atualização da plataforma, além dos usuários não poderem mais adquirirem as músicas, a plataforma passou a limitar a quantidade diária de Mojo que o usuário recebe e pode acumular na conta, o que não permite mais aos usuários gratuitos (que não possuem uma assinatura paga) de que não joguem além de duas vezes por dia, o que acabou gerando revolta na comunidade, quanto a privatização da plataforma do Just Dance Now.

## Modo(s) de jogo
Diferente da proposta das versões consolidadas para videogames, o Now possui apenas um modo de jogo: O clássico, que pode tanto ser jogado em singleplayer, multiplayer local, multiplayer online e em multiplayer misto.
O objetivo do modo clássico é de que o jogador consiga a melhor pontuação possível no jogo (13.333 pontos), sendo que, durante esse ganho de pontos, o jogador receberá um feedback visual da sua precisão no movimento da mão direita, na qual segura um smartphone, ganhando uma estrela dourada a cada 2.000 pontos conquistados durante a coreografia. O jogador, após escolher a música, ele deve escolher e começar a imitar o coach[koʊʧ/kôut] selecionado na tela, conforme for reproduzindo os passos exibidos nos pictogramas, na parte inferior direita da tela.
A avaliação da precisão de movimentos do jogador é feita através de um sistema de classificações, que são: X, OK, GOOD e PERFECT. Diferente do sistema de pontuação com sensores que detectam todo o movimento do corpo (como o acessório Kinect, dos consoles Xbox), para os sensores que apenas detectam o movimento de uma mão, como é o caso do Now, o jogo possui um valor de pontos pré-definido para cada pontuação, em cada música, sendo que se o jogador conseguir receber a melhor classificação possível durante toda a música, ele sempre irá receber os 13.333 pontos como a sua pontuação final, ao terminar a música. 
Em 2019, a plataforma recebeu uma atualização que adicionou as classificações de pontos "Superstar" e "Megastar" recebida em 11.000 e 12.000 pontos, respectivamente, servindo apenas uma identificação visual que muda as cores das 5 estrelas conquistadas ao atingir 10.000 pontos.

## Passes VIP
Inicialmente, o jogador poderia comprar passes VIP para ter acesso ao catálogo completo e músicas recém-adicionadas no catálogo. Hoje, os passes servem para acumular uma quantidade maior de moedas e ter um acesso livre ao catálogo de músicas do jogo, visto que agora não é mais possível jogar livremente algumas músicas selecionadas (de forma gratuita) e o jogador sem um Passe VIP possui um limite de 200 moedas para acumular em sua, sendo que é necessário esperar 24 horas para que receba 100 moedas (a mesma quantidade para jogar uma música, uma única vez), levando a um total de 2 dias para a sua recarga completa. 

## Lista de músicas
A plataforma de streaming, por ser um serviço (e não um produto final), sempre está adicionando novas músicas na plataforma, sejam elas lançamentos da plataforma Just Dance Unlimited [serviço de streaming dentro do jogo final, podendo ser assinado a partir da edição Just Dance 2016], migrações e remasterizações de outras edições do jogo e, até mesmo, músicas de coreografias betas e não-lançadas, que foram gravadas e editadas, mas sequer chegaram a ser lançadas numa versão final do jogo. 
Atualmente, em 15 de agosto de 2019, o serviço possui um acervo total de 507 músicas disponíveis para jogar.

### Rotinas base
| Música                                         | Artista                                                      | Ano  | Modo                | Gênero         | Versão originária                                            |
| ---------------------------------------------- | ------------------------------------------------------------ | ---- | ------------------- | -------------- | ------------------------------------------------------------ |
| "99 Luftballons"*                              | Nena (Rutschen Planeten)                                     | 1983 | Dueto               | ♂/♀            | Just Dance 2014                                              |
| "Acceptable in the 80s"                        | Calvin Harris                                                | 2007 | Solo                | ♀              | Just Dance                                                   |
| "Ain't My Fault"                               | Zara Larsson                                                 | 2016 | Solo                | ♀              | Just Dance Unlimited                                         |
| "Airplanes"                                    | B.o.B feat. Hayley Williams                                  | 2010 | Solo                | ♂              | Just Dance 3 (Target/Zellers Edition (NTSC)/Xbox 360 (PAL))  |
| "All About That Bass"                          | Meghan Trainor                                               | 2014 | Solo                | ♀              | Just Dance 2016                                              |
| "All About Us"                                 | Jordan Fisher                                                | 2016 | Trio                | ♀/♂/♀          | Just Dance 2017                                              |
| "American Girl"                                | Bonnie McKee                                                 | 2013 | Solo                | ♀              | Just Dance 2014 DLC                                          |
| "Am I Wrong"                                   | Nico & Vinz                                                  | 2014 | Solo                | ♂              | Just Dance Unlimited                                         |
| "Animals"                                      | Martin Garrix                                                | 2013 | Dueto               | ♂/♂            | Just Dance 2016                                              |
| "Apache (Jump on It)"                          | Sugarhill Gang                                               | 1981 | Solo                | ♂              | Just Dance 3                                                 |
| "Applause"                                     | Lady Gaga                                                    | 2013 | Solo                | ♀              | Just Dance 2014                                              |
| "Aquarius/Let the Sunshine In"                 | The 5th Dimension (The Sunlight Shakers)                     | 1969 | Dueto               | ♀/♀            | Just Dance 2014                                              |
| "Asereje (The Ketchup Song)"                   | Las Ketchup                                                  | 2002 | Dueto               | ♀/♀            | Just Dance 4                                                 |
| "Baby Girl"                                    | Reggaeton                                                    | 2010 | Solo                | ♂              | Just Dance 2                                                 |
| "...Baby One More Time"* (R)                   | Britney Spears (The Girly Team)                              | 1998 | Equipe de Dança     | ♀/♀/♀/♀        | Just Dance 3                                                 |
| "Bad Romance"                                  | Lady Gaga                                                    | 2009 | Trio                | ♀/♀/♀          | Just Dance 2015                                              |
| "Bailar"                                       | Deorro feat. Elvis Crespo                                    | 2016 | Solo                | ♂              | Just Dance 2017                                              |
| "Balkan Blast Remix"                           | Angry Birds                                                  | 2015 | Equipe de Dança     | ♂/♂/♂/♂        | Just Dance 2016                                              |
| "Bang"                                         | Anitta                                                       | 2015 | Solo                | ♀              | Just Dance 2017                                              |
| "Bang Bang"                                    | Jessie J, Ariana Grande and Nicki Minaj                      | 2014 | Equipe de Dança     | ♀/♀/♀/♀        | Just Dance 2015                                              |
| "Beauty and a Beat"                            | Justin Bieber feat. Nicki Minaj                              | 2012 | Solo                | ♂              | Just Dance 4                                                 |
| "Better When I'm Dancin'"                      | Meghan Trainor                                               | 2015 | Solo                | ♀              | Just Dance Unlimited                                         |
| "Beware of the Boys (Mundian To Bach Ke)"      | Panjabi MC                                                   | 1999 | Equipe de Dança     | ♀/♀/♀/♀        | Just Dance 4                                                 |
| "Big Girl (You Are Beautiful)" (R)             | Mika                                                         | 2007 | Solo                | ♀              | Just Dance 2                                                 |
| "Birthday"                                     | Katy Perry                                                   | 2014 | Solo                | ♀              | Just Dance 2015                                              |
| "Blame"                                        | Calvin Harris feat. John Newman                              | 2014 | Solo                | ♂              | Just Dance 2016                                              |
| "Blurred Lines"                                | Robin Thicke feat. Pharrell Williams                         | 2013 | Dueto               | ♂/♂            | Just Dance 2014                                              |
| "Boogie Wonderland"*                           | Earth, Wind & Fire feat. The Emotions (Groove Century)       | 1979 | Equipe de Dança     | ♀/♂/♂/♀        | Just Dance 3                                                 |
| "Boom"*                                        | MC Magico and Alex Wilson (Reggaeton Storm)                  | 2005 | Solo                | ♀              | Just Dance 3                                                 |
| "Boom Clap"                                    | Charli XCX                                                   | 2014 | Solo                | ♀              | Just Dance 2015 DLC                                          |
| "Born This Way"                                | Lady Gaga                                                    | 2011 | Trio                | ♂/♀/♀          | Just Dance 2016                                              |
| "Boys (Summertime Love)"*                      | Sabrina (The Lemon Cubes)                                    | 1984 | Trio                | ♂/♀/♂          | Just Dance 2016                                              |
| "Break Free"                                   | Ariana Grande feat. Zedd                                     | 2014 | Solo                | ♀              | Just Dance 2015 DLC                                          |
| "Built for This"                               | Becky G                                                      | 2013 | Solo                | ♀              | Just Dance 2015                                              |
| "Bum Bum Tam Tam"*                             | MC Fioti                                                     | 2017 | Dueto               | ♀/♂            | Just Dance 2019                                              |
| "Cake by the Ocean"                            | DNCE                                                         | 2015 | Solo                | ♂              | Just Dance 2017                                              |
| "Can't Feel My Face"                           | The Weeknd                                                   | 2015 | Solo                | ♂              | Just Dance 2017                                              |
| "Can't Get Enough"                             | Becky G feat. Pitbull                                        | 2013 | Solo                | ♀              | Just Dance 2014 DLC                                          |
| "Can't Take My Eyes Off You"                   | Boys Town Gang                                               | 1982 | Dueto               | ♀/♀            | Just Dance 4                                                 |
| "California Gurls" (R)                         | Katy Perry feat. Snoop Dogg                                  | 2010 | Solo                | ♀              | Just Dance 3                                                 |
| "Carnaval Boom"                                | Latino Sunset                                                | 2016 | Solo                | ♀              | Just Dance 2017                                              |
| "Cercavo Amore"                                | Emma                                                         | 2012 | Solo                | ♀              | Just Dance 4 (PAL)                                           |
| "The Choice Is Yours"                          | Darius Dante Van Dijk                                        | 2015 | Solo                | ♂              | Just Dance 2016                                              |
| "Circus"                                       | Britney Spears                                               | 2008 | Equipe de Dança     | ♀/♀/♀/♀        | Just Dance 2016                                              |
| "Cheap Thrills"                                | Sia feat. Sean Paul                                          | 2016 | Solo                | ♀              | Just Dance 2017                                              |
| "Cheerleader"                                  | OMI                                                          | 2014 | Equipe de Dança     | ♂/♀/♂/♀        | Just Dance Unlimited                                         |
| "Chiwawa"                                      | Wanko Ni Mero Mero                                           | 2015 | Solo                | ♀              | Just Dance 2016                                              |
| "C'Mon"                                        | Ke$ha                                                        | 2012 | Dueto               | ♀/♂            | Just Dance 2014                                              |
| "Cool for the Summer"                          | Demi Lovato                                                  | 2015 | Solo                | ♀              | Just Dance 2016                                              |
| "Copacabana"*                                  | Barry Manilow (Frankie Bostello)                             | 1978 | Equipe de Dança     | ♀/♂/♀/♂        | Just Dance 2016                                              |
| "Cosmic Girl"                                  | Jamiroquai                                                   | 1996 | Solo                | ♀              | Just Dance 2                                                 |
| "Cotton Eye Joe" (R)                           | Rednex                                                       | 1997 | Solo                | ♀              | Just Dance                                                   |
| "Crazy Christmas" (R)                          | Santa Clones                                                 | 2010 | Solo                | ♂              | Just Dance 2 DLC                                             |
| "Crazy Little Thing Called Love"               | Queen                                                        | 1979 | Dueto               | ♀/♂            | Just Dance 3                                                 |
| "Crucified"                                    | Army of Lovers                                               | 1991 | Equipe de Dança     | ♀/♂/♀/♂        | Just Dance 4                                                 |
| "Crying Blood"                                 | V V Brown                                                    | 2008 | Solo                | ♀              | Just Dance 2 DLC                                             |
| "Dagomba"                                      | Sorcerer                                                     | 2010 | Solo                | ♂              | Just Dance 2                                                 |
| "Danse (Pop Version)"                          | Tal                                                          | 2013 | Solo                | ♀              | Just Dance 2014 (PAL)                                        |
| "Die Young"                                    | Ke$ha                                                        | 2012 | Dueto               | ♀/♀            | Just Dance 4 DLC                                             |
| "Diggin' in the Dirt"                          | Stefanie Heinzmann                                           | 2012 | Solo                | ♀              | Just Dance 4 (PAL)                                           |
| "Domino"                                       | Jessie J                                                     | 2011 | Solo                | ♀              | Just Dance 4 (Wii U)                                         |
| "Don't Let Me Down"                            | The Chainsmokers feat. Daya                                  | 2016 | Dueto               | ♀/♀            | Just Dance Unlimited                                         |
| "Don't Stop Me Now"                            | Queen                                                        | 1979 | Solo                | ♂              | Just Dance 2017                                              |
| "Don't Worry"                                  | Madcon feat. Ray Dalton                                      | 2015 | Dueto               | ♂/♂            | Just Dance Unlimited                                         |
| "Don't Worry, Be Happy"*                       | Bobby McFerrin (The Bench Men)                               | 1988 | Trio                | ♂/♂/♂          | Just Dance 2015                                              |
| "Don't You Worry Child"                        | Swedish House Mafia feat. John Martin                        | 2012 | Solo                | ♂              | Just Dance 2014 DLC                                          |
| "Down by the Riverside" (R)                    | The Reverend Horatio Duncan and Amos Sweets                  | 1927 | Solo                | ♀              | Just Dance 2 DLC                                             |
| "Dragostea Din Tei"                            | O-Zone                                                       | 2004 | Trio                | ♂/♂/♂          | Just Dance 2017                                              |
| "Drop The Mambo"                               | Diva Carmina                                                 | 2015 | Solo                | ♀ (♂)          | Just Dance 2016                                              |
| "Dynamite" (R)                                 | Taio Cruz                                                    | 2010 | Equipe de Dança     | ♂/♀/♀/♂        | Just Dance 3                                                 |
| "E.T." (R)                                     | Katy Perry                                                   | 2011 | Solo                | ♀              | Just Dance 3 (Best Buy Edition (NTSC)/Special Edition (PAL)) |
| "El Tiki"                                      | Maluma                                                       | 2015 | Dueto               | ♂/♀            | Just Dance 2017                                              |
| "Epic Sirtaki"*                                | Zorba the Greek (The Bouzouki's)                             | 1964 | Trio                | ♂/♂/♂          | Just Dance 2015                                              |
| "Eye of the Tiger" (R)                         | Survivor                                                     | 1982 | Solo                | ♀              | Just Dance                                                   |
| "Fame"* (R)                                    | Irene Cara (The Girly Team)                                  | 1980 | Solo                | ♀              | Just Dance                                                   |
| "Fancy"                                        | Iggy Azalea feat. Charli XCX                                 | 2014 | Trio                | ♀/♀/♀          | Just Dance 2016                                              |
| "Feel So Right"                                | Imposs feat. Konshens                                        | 2013 | Solo                | ♀              | Just Dance 2014                                              |
| "The Final Countdown"                          | Europe                                                       | 1986 | Dueto               | ♂/♂            | Just Dance 4                                                 |
| "Firework" (R)                                 | Katy Perry                                                   | 2010 | Solo                | ♀              | Just Dance 2 DLC                                             |
| "Flashdance... What a Feeling"*                | Irene Cara (The Girly Team)                                  | 1983 | Solo                | ♀              | Just Dance 2014                                              |
| "Fun"                                          | Pitbull feat. Chris Brown                                    | 2015 | Solo                | ♀              | Just Dance 2016                                              |
| "Funky Town"* (R)                              | Lipps Inc. (Sweat Invaders)                                  | 1980 | Solo                | ♂              | Just Dance 2 (Best Buy Edition) (NTSC)                       |
| "Futebol Crazy" (R)                            | The World Cup Girls                                          | 2010 | Solo                | ♀              | Just Dance 2 DLC                                             |
| "Gangnam Style"                                | PSY                                                          | 2012 | Dueto               | ♂/♀-♂-♀        | Just Dance 4 DLC                                             |
| "Gentleman"                                    | PSY                                                          | 2013 | Solo                | ♂              | Just Dance 2014                                              |
| "I Get Around"                                 | The Beach Boys                                               | 1966 | Solo                | ♂              | Just Dance                                                   |
| "Get Ugly"                                     | Jason Derulo                                                 | 2015 | Trio                | ♀/♂/♀          | Just Dance Unlimited                                         |
| "Ghost in the Keys"                            | Halloween Thrills                                            | 2016 | Equipe de Dança     | ♂/♀/♂/♀        | Just Dance 2017                                              |
| "Ghostbusters"                                 | Ray Parker, Jr.                                              | 1984 | Equipe de Dança     | ♂/♂/♂/♂        | Just Dance 2014                                              |
| "Gibberish"                                    | MAX                                                          | 2015 | Dueto               | ♀/♂            | Just Dance 2016                                              |
| "Gimme! Gimme! Gimme! (A Man After Midnight)"  | ABBA                                                         | 1979 | Solo                | ♀              | Just Dance 2014                                              |
| "Girlfriend"                                   | Avril Lavigne                                                | 2007 | Dueto               | ♀/♀            | Just Dance 2                                                 |
| "Girls Just Wanna Have Fun" (R)                | Cyndi Lauper                                                 | 1983 | Solo                | ♀              | Just Dance                                                   |
| "Good Feeling"                                 | Flo Rida                                                     | 2011 | Solo                | ♂              | Just Dance 4                                                 |
| "Groove"                                       | Jack & Jack                                                  | 2014 | Dueto               | ♂/♂            | Just Dance 2017                                              |
| "HandClap"                                     | Fitz and The Tantrums                                        | 2016 | Trio                | ♂/♀/♂          | Just Dance Unlimited                                         |
| "Hangover (BaBaBa)"                            | Buraka Som Sistema                                           | 2011 | Dueto               | ♀/♂            | Just Dance 2016                                              |
| "Happy"                                        | Pharrell Williams                                            | 2013 | Solo                | ♂              | Just Dance 2015                                              |
| "Heart of Glass" (R)                           | Blondie                                                      | 1979 | Solo                | ♀              | Just Dance                                                   |
| "Heartbeat Song"                               | Kelly Clarkson                                               | 2015 | Solo                | ♀              | Just Dance 2016                                              |
| "Heavy Cross"                                  | Gossip                                                       | 2009 | Solo                | ♀              | Just Dance 4 DLC                                             |
| "Hey Mama"                                     | David Guetta feat. Nicki Minaj, Bebe Rexha and Afrojack      | 2015 | Trio                | ♂/♀/♂          | Just Dance 2016                                              |
| "Hey Ya!" (R)                                  | OutKast                                                      | 2003 | Solo                | ♂              | Just Dance 2                                                 |
| "Hit 'Em Up Style (Oops!)"                     | Blu Cantrell                                                 | 2001 | Solo                | ♀              | Just Dance 4                                                 |
| "Hit The Lights"                               | Selena Gomez & The Scene                                     | 2012 | Solo                | ♀              | Just Dance 4 DLC                                             |
| "Hit The Road Jack"*                           | Ray Charles (Charles Percy)                                  | 1961 | Dueto               | ♂/♀            | Just Dance 2016                                              |
| "How Deep Is Your Love"                        | Calvin Harris and Disciples                                  | 2015 | Solo                | ♀              | Just Dance Unlimited                                         |
| "Hold My Hand"                                 | Jess Glynne                                                  | 2015 | Solo                | ♂              | Just Dance Unlimited                                         |
| "Holding Out for a Hero"                       | Bonnie Tyler                                                 | 1984 | Solo                | ♂              | Just Dance 2015                                              |
| "Holiday"* (R)                                 | Madonna (The Hit Crew)                                       | 1983 | Solo                | ♀              | Just Dance 2                                                 |
| "Hot n Cold" (Chick Version) (R)               | Katy Perry                                                   | 2008 | Solo                | ♀              | Just Dance                                                   |
| "Hot Stuff"                                    | Donna Summer                                                 | 1979 | Dueto               | ♀/♂            | Just Dance 2                                                 |
| "Hungarian Dance No. 5" (JD)                   | Johannes Brahms (Brahms by Just Dance Classical Orchestra)   | 1880 | Dueto               | ♀*/♂*          | Just Dance 3                                                 |
| "Idealistic" (R)                               | Digitalism                                                   | 2007 | Solo                | ♀              | Just Dance 2                                                 |
| "Ievan Polkka"                                 | Hatsune Miku                                                 | 2007 | Solo                | ♀              | Just Dance 2016                                              |
| "I Feel Love"                                  | Donna Summer                                                 | 1977 | Solo                | ♀              | Just Dance 3                                                 |
| "I Gotta Feeling"                              | The Black Eyed Peas                                          | 2009 | Solo                | ♂              | Just Dance 2016                                              |
| "I Kissed a Girl"                              | Katy Perry                                                   | 2008 | Solo                | ♀              | Just Dance 2014                                              |
| "I Like It"                                    | The Blackout Allstars                                        | 1994 | Dueto               | ♀/♂            | Just Dance 4                                                 |
| "I Love Rock 'n' Roll"                         | Arrows                                                       | 1975 | Solo                | ♀              | Just Dance 2017                                              |
| "I'm an Albatraoz"                             | AronChupa                                                    | 2014 | Solo                | ♀              | Just Dance 2016                                              |
| "Into You"                                     | Ariana Grande                                                | 2016 | Solo                | ♀              | Just Dance 2017                                              |
| "India Waale"                                  | Elenco de Happy New Year                                     | 2014 | Dueto               | ♂/♀            | Just Dance 2015 DLC                                          |
| "I Need Your Love"                             | Calvin Harris feat. Ellie Goulding                           | 2013 | Solo                | ♀              | Just Dance 2014 DLC                                          |
| "Irish Meadow Dance"                           | O'Callaghan's Orchestra                                      | 2015 | Equipe de Dança     | ♂/♀/♂/♀        | Just Dance 2016                                              |
| "Isidora"                                      | Bog Bog Orkestar                                             | 2013 | Solo                | ♂              | Just Dance 2014                                              |
| "Istanbul (Not Constantinople)"                | They Might Be Giants                                         | 1990 | Equipe de Dança     | ♂/♀/♂/♂        | Just Dance 4                                                 |
| "It's Raining Men"                             | The Weather Girls                                            | 1982 | Solo                | ♀              | Just Dance 2                                                 |
| "It's You"                                     | Duck Sauce                                                   | 2013 | Solo                | ♂              | Just Dance 2014                                              |
| "I Was Made for Lovin' You"                    | Kiss                                                         | 1979 | Equipe de Dança     | ♂/♂/♀/♂        | Just Dance 3                                                 |
| "I Will Survive"                               | Gloria Gaynor                                                | 1978 | Solo                | ♂              | Just Dance 2014                                              |
| "I Want You Back" (R)                          | Jackson 5                                                    | 1969 | Solo                | ♂              | Just Dance 2                                                 |
| "Imya 505"                                     | Vremya i Steklo                                              | 2015 | Solo                | ♀              | Just Dance Unlimited                                         |
| "Jai Ho (You Are My Destiny)" (R)              | A. R. Rahman and the Pussycat Dolls feat. Nicole Scherzinger | 2009 | Solo                | ♀              | Just Dance 2 (Best Buy Edition) (NTSC)                       |
| "Jailhouse Rock (canção)"                      | Elvis Presley                                                | 1957 | Equipe de Dança     | ♂/♀/♂/♀        | Just Dance 4                                                 |
| "Jambo Mambo"                                  | Ole Orquesta                                                 | 2011 | Dueto               | ♀/♂            | Just Dance 3 DLC                                             |
| "Jingle Bells"                                 | James Lord Pierpont                                          | 1857 | Dueto               | ♀/♂            | Just Dance 2019                                              |
| "Juju on That Beat"                            | Zay Hilfigerrr and Zayion McCall                             | 2016 | Dueto               | ♂/♂            | Just Dance Unlimited                                         |
| "Jump (For My Love)"                           | Girls Aloud                                                  | 2003 | Dueto               | ♀/♀            | Just Dance 3                                                 |
| "Junto a Ti"                                   | Disney's Violetta                                            | 2012 | Trio                | ♀/♀/♀          | Just Dance 2016                                              |
| "Just a Gigolo"                                | Louis Prima                                                  | 1956 | Dueto               | ♂/♀            | Just Dance 2014                                              |
| "Just Dance"                                   | Lady Gaga feat. Colby O'Donis                                | 2008 | Solo                | ♀              | Just Dance 2014                                              |
| "Kaboom Pow"                                   | Nikki Yanofsky                                               | 2014 | Solo                | ♀              | Just Dance 2016                                              |
| "Katti Kalandal" (R)                           | Bollywood                                                    | 1980 | Dueto               | ♀/♂            | Just Dance 2                                                 |
| "Kool Kontact"                                 | Glorious Black Belts                                         | 2015 | Dueto               | ♂/♂            | Just Dance 2016                                              |
| "Kung Fu Fighting"                             | Carl Douglas                                                 | 1974 | Dueto               | ♂/♂            | Just Dance 2 DLC                                             |
| "Kurio ko uddah le jana"                       | Lata Mangeshkar & S. P. Balasubrahmanyam (Bollywood Rainbow) | 1994 | Dueto               | ♀/♂            | Just Dance 3                                                 |
| "ast Christmas"*                               | Wham! (Santa Clones)                                         | 1984 | Dueto               | ♀/♂            | Just Dance 2017                                              |
| "La Bicicleta"                                 | Carlos Vives & Shakira                                       | 2016 | Dueto               | ♀/♂            | Just Dance 2017                                              |
| "Land of 1000 Dances"                          | Wilson Pickett                                               | 1966 | Solo                | ♂              | Just Dance 3                                                 |
| "Le Freak"                                     | Chic                                                         | 1978 | Solo                | ♀              | Just Dance                                                   |
| "Lean On"                                      | Major Lazer and DJ Snake feat. MØ                            | 2015 | Equipe de Dança     | ♂/♀/♂/♀        | Just Dance 2017                                              |
| "Leila"                                        | Cheb Salama                                                  | 2016 | Solo                | ♀              | Just Dance 2017                                              |
| "Let It Go"*                                   | Elenco de Frozen da Disney                                   | 2013 | Dueto               | ♀/♀            | Just Dance 2015                                              |
| "Let's Groove"*                                | Earth, Wind & Fire (Equinox Stars)                           | 1981 | Trio                | ♂/♂/♂          | Just Dance 2016                                              |
| "Lights"                                       | Ellie Goulding                                               | 2011 | Solo                | ♀              | Just Dance 2016                                              |
| "Little Swing"                                 | AronChupa feat. Little Sis Nora                              | 2016 | Dueto               | ♀/♂            | Just Dance 2017                                              |
| "Lollipop"                                     | Mika (músico)                                                | 2007 | Solo                | ♀              | Just Dance 3                                                 |
| "Love Boat"*                                   | Jack Jones (Frankie Bostello)                                | 1979 | Solo                | ♂              | Just Dance 2014                                              |
| "Love Is All"*                                 | Roger Glover (The Sunlight Shakers)                          | 1974 | Dueto               | ♀/♂            | Just Dance 2015                                              |
| "Love You Like A Love Song"                    | Selena Gomez & The Scene                                     | 2011 | Solo                | ♀              | Just Dance 4                                                 |
| "Macarena"*                                    | Los Del Rio (The Girly Team)                                 | 1995 | Equipe de Dança     | ♀/♀/♀/♀        | Just Dance 2015                                              |
| "Mamasita" (R)                                 | Latino Sunset                                                | 2011 | Dueto               | ♀/♂            | Just Dance 3                                                 |
| "Mambo No. 5"                                  | Lou Bega (incorrectly credited as The Lemon Cubes)           | 1999 | Dueto               | ♂/♀            | Just Dance 2 DLC                                             |
| "Maneater"                                     | Nelly Furtado                                                | 2006 | Solo                | ♀              | Just Dance 4                                                 |
| "Maps"                                         | Maroon 5                                                     | 2014 | Solo                | ♀              | Just Dance 2015                                              |
| "Mashed Potato Time"                           | Dee Dee Sharp                                                | 1962 | Solo                | ♀              | Just Dance                                                   |
| "Me Too"                                       | Meghan Trainor                                               | 2016 | Solo                | ♀              | Just Dance Unlimited                                         |
| "Miss Understood"                              | Sammie                                                       | 2013 | Solo                | ♀              | Just Dance 2014                                              |
| "Moskau"*                                      | Dschinghis Khan (Dancing Bros.)                              | 1979 | Dueto               | ♂/♀            | Just Dance 2014                                              |
| "Monster Mash"*                                | Bobby "Boris" Pickett (The Frightners)                       | 1962 | Solo                | ♂              | Just Dance 2                                                 |
| "Move Your Feet"                               | Junior Senior                                                | 2003 | Solo                | ♂              | Just Dance 2                                                 |
| "Movement is Happiness (Find Your Thing)"      | Avishay Goren & Yossi Cohen                                  | 2014 | Solo                | ♀              | Just Dance 2015 (PAL Unlockable/NTSC DLC)                    |
| "Moves Like Jagger"                            | Maroon 5 feat. Christina Aguilera                            | 2011 | Solo                | ♂              | Just Dance 4                                                 |
| "Mr. Saxobeat"                                 | Alexandra Stan                                               | 2011 | Solo                | ♀              | Just Dance 4                                                 |
| "Mugsy Baloney" (R)                            | Charleston                                                   | 1924 | Dueto               | ♀/♂            | Just Dance 2                                                 |
| "My Main Girl"                                 | MainStreet                                                   | 2013 | Solo                | ♀              | Just Dance 2014 DLC                                          |
| "Never Can Say Goodbye"                        | Gloria Gaynor                                                | 1974 | Solo                | ♀              | Just Dance 2015                                              |
| "Nine in the Afternoon"                        | Panic! at the Disco                                          | 2008 | Dueto               | ♀/♂            | Just Dance 2 DLC                                             |
| "Nitro Bot"                                    | Sentai Express                                               | 2013 | Dueto               | ♂/♀            | Just Dance 2014                                              |
| "No Control"                                   | One Direction                                                | 2014 | Equipe de Dança     | ♂/♂/♂/♂        | Just Dance 2016                                              |
| "No Limit" (R)                                 | 2 Unlimited                                                  | 1993 | Dueto               | ♀/♂            | Just Dance 3                                                 |
| "Oath"                                         | Cher Lloyd feat. Becky G                                     | 2012 | Dueto               | ♀/♀            | Just Dance 4 DLC                                             |
| "Oh No!"                                       | Marina and the Diamonds                                      | 2010 | Solo                | ♀              | Just Dance 4                                                 |
| "Oishii Oishii"                                | Wanko Ni Mero Mero                                           | 2016 | Dueto               | ♂/♀            | Just Dance 2017                                              |
| "Ona Tańczy Dla Mnie"                          | Weekend                                                      | 2012 | Dueto               | ♂/♀            | Just Dance Unlimited                                         |
| "One Way or Another (Teenage Kicks)"           | One Direction                                                | 2013 | Solo                | ♂              | Just Dance 2014 DLC                                          |
| "Oops!... I Did It Again"*                     | Britney Spears (The Girly Team)                              | 2000 | Equipe de Dança     | ♀/♀/♀/♀        | Just Dance 4                                                 |
| "The Other Side"                               | Jason Derulo                                                 | 2013 | Solo                | ♂              | Just Dance 2014 (NTSC)                                       |
| "Part of Me"                                   | Katy Perry                                                   | 2012 | Solo                | ♀              | Just Dance 4 DLC                                             |
| "Party Rock Anthem" (R)                        | LMFAO feat. Lauren Bennett and GoonRock                      | 2011 | Solo                | ♂              | Just Dance 3                                                 |
| "Pound the Alarm"                              | Nicki Minaj                                                  | 2012 | Equipe de Dança     | ♀/♀/♀/♀        | Just Dance 2014                                              |
| "PoPiPo"                                       | Hatsune Miku                                                 | 2008 | Solo                | ♀              | Just Dance 2017                                              |
| "Primadonna"                                   | Marina and the Diamonds                                      | 2012 | Solo                | ♀              | Just Dance 4 DLC                                             |
| "Prince Ali"*                                  | Elenco de Aladdin da Disney                                  | 1992 | Equipe de Dança     | ♂/♀/♂/♂        | Just Dance 2014                                              |
| "Professor Pumplestickle"                      | Nick Phoenix and Thomas J. Bergersen                         | 2006 | Dueto               | ♂/♂            | Just Dance 2 DLC                                             |
| "Promiscuous"                                  | Nelly Furtado feat. Timbaland                                | 2006 | Dueto               | ♀/♂            | Just Dance 3                                                 |
| "Rabiosa"                                      | Shakira feat. El Cata                                        | 2011 | Solo                | ♀              | Just Dance 2016                                              |
| "RADICAL"                                      | Dyro & Dannic                                                | 2014 | Dueto               | ♀              | Just Dance 2017                                              |
| "Rasputin" (R)                                 | Boney M                                                      | 1978 | Solo                | ♂              | Just Dance 2                                                 |
| "Roar"                                         | Katy Perry                                                   | 2013 | Solo                | ♀              | Just Dance 2014 DLC                                          |
| "Rock n' Roll (Will Take You to the Mountain)" | Skrillex                                                     | 2010 | Solo                | ♂              | Just Dance 4                                                 |
| "Rock n Roll"                                  | Avril Lavigne                                                | 2013 | Solo                | ♀              | Just Dance 2014 DLC                                          |
| "Run the Night"                                | Gigi Rowe                                                    | 2016 | Solo                | ♀              | Just Dance 2017                                              |
| "Safe and Sound" (R)                           | Capital Cities                                               | 2011 | Solo                | ♀-♂-♀-♂-♀      | Just Dance 2014 (Fructis Promotion)                          |
| "September"*                                   | Earth, Wind & Fire (Equinox Stars)                           | 1978 | Trio                | ♂/♀/♂          | Just Dance 2017                                              |
| "Sexy and I Know It"                           | LMFAO                                                        | 2011 | Solo                | ♂              | Just Dance 2014 DLC                                          |
| "She's Got Me Dancing" (R)                     | Tommy Sparks                                                 | 2009 | Solo                | ♂              | Just Dance 3                                                 |
| "Shut Up and Dance"                            | Walk the Moon                                                | 2014 | Dueto               | ♀/♂            | Just Dance Unlimited                                         |
| "Smile (Улыбайся)"                             | IOWA                                                         | 2013 | Solo                | ♀              | Just Dance Unlimited                                         |
| "So Glamorous"                                 | The Girly Team                                               | 2012 | Solo                | ♀              | Just Dance 4 DLC                                             |
| "Somethin' Stupid"                             | Robbie Williams and Nicole Kidman                            | 2001 | Dueto               | ♀/♂            | Just Dance 3                                                 |
| "Soul Searchin'"                               | Groove Century                                               | 2011 | Solo                | ♂              | Just Dance 3 DLC                                             |
| "Spectronizer"                                 | Sentai Express                                               | 2011 | Equipe de Dança     | ♀/♂/♂/♂        | Just Dance 3                                                 |
| "Stadium Flow"                                 | Imposs                                                       | 2015 | Solo                | ♂              | Just Dance 2016                                              |
| "Starships"                                    | Nicki Minaj                                                  | 2012 | Solo                | ♀              | Just Dance 2014                                              |
| "Step by Step" (R)                             | New Kids on the Block                                        | 1990 | Solo                | ♂              | Just Dance                                                   |
| "Stuck on a Feeling"                           | Prince Royce                                                 | 2014 | Solo                | ♂              | Just Dance 2016                                              |
| "Summer"                                       | Calvin Harris                                                | 2014 | Solo                | ♀              | Just Dance 2015                                              |
| "Super Bass"                                   | Nicki Minaj                                                  | 2011 | Solo                | ♀              | Just Dance 4                                                 |
| "Superstition"                                 | Stevie Wonder                                                | 1972 | Solo                | ♂              | Just Dance 4                                                 |
| "Sway (Quien Sera)"* (R)                       | Michael Bublé (Marine Band)                                  | 2004 | Dueto               | ♀/♂            | Just Dance 2                                                 |
| "Take Me Out"                                  | Franz Ferdinand                                              | 2004 | Solo                | ♀              | Just Dance 2                                                 |
| "Take On Me"                                   | a-ha                                                         | 1985 | Solo                | ♂              | Just Dance 3                                                 |
| "Taste the Feeling"                            | Avicii vs. Conrad Sewell                                     | 2016 | Solo                | ♂              | Just Dance Unlimited                                         |
| "Te Dominar"                                   | Daya Luz                                                     | 2016 | Trio                | ♂/♀/♂          | Just Dance 2017                                              |
| "Teacher"                                      | Nick Jonas                                                   | 2014 | Solo                | ♂              | Just Dance 2016                                              |
| "Teenage Dream" (R)                            | Katy Perry                                                   | 2010 | Solo                | ♀              | Just Dance 3 (Best Buy Edition (NTSC)/Special Edition (PAL)) |
| "That's the Way (I Like It)" (R)               | KC and the Sunshine Band                                     | 1975 | Solo                | ♂              | Just Dance                                                   |
| "#thatPOWER"                                   | will.i.am feat. Justin Bieber                                | 2013 | Equipe de Dança     | ♀/♂/♂/♀        | Just Dance 2014                                              |
| "The Choice Is Yours"                          | Darius Dante Van Dijk                                        | 2015 | Solo                | ♂              | Just Dance 2016                                              |
| "The Final Countdown"                          | Europe                                                       | 1986 | Dueto               | ♂/♂            | Just Dance 4                                                 |
| "The Greatest"                                 | Sia                                                          | 2016 | Solo                | ♀              | Just Dance Unlimited                                         |
| "The Master Blaster"                           | Inspector Marceau                                            | 2011 | Dueto               | ♀/♂            | Just Dance 3                                                 |
| "The Way"                                      | Ariana Grande feat. Mac Miller                               | 2013 | Dueto               | ♂/♀            | Just Dance 2014                                              |
| "The World is Ours" (7)                        | David Correy feat. Monobloco                                 | 2014 | Solo + Hold My Hand | ♂ -> ♀/♂/♂/♀/♂ | Just Dance 2014 DLC                                          |
| "These Boots Are Made for Walkin'"*            | Nancy Sinatra (The Girly Team)                               | 1966 | Solo                | ♀              | Just Dance 2016                                              |
| "This Is Halloween"                            | Danny Elfman                                                 | 1993 | Equipe de Dança     | ♀/♂/♂/♀        | Just Dance 3                                                 |
| "This Is How We Do"                            | Katy Perry                                                   | 2014 | Equipe de Dança     | ♀/♀/♀/♀        | Just Dance 2016                                              |
| "Tico-Tico no Fubá"*                           | Zequinha de Abreu (The Frankie Bostello Orchestra)           | 1917 | Dueto               | ♂/♀            | Just Dance 2017                                              |
| "Tik Tok"                                      | Ke$ha                                                        | 2009 | Solo                | ♀              | Just Dance 2                                                 |
| "Till I Find You"                              | Austin Mahone                                                | 2014 | Solo                | ♂              | Just Dance 2015 (NTSC Exclusive/PAL DLC)                     |
| "Time Warp"*                                   | Elenco de The Rocky Horror Picture Show (Halloween Thrills)  | 1975 | Equipe de Dança     | ♂/♀/♀/♂        | Just Dance 4                                                 |
| "Tribal Dance"                                 | 2 Unlimited                                                  | 1993 | Dueto               | ♀/♂            | Just Dance 4                                                 |
| "Turn Up the Love"                             | Far East Movement feat. Cover Drive                          | 2012 | Dueto               | ♂/♀            | Just Dance 2014                                              |
| "Twist and Shake it" (R)                       | The Girly Team                                               | 2008 | Dueto               | ♀/♀            | Just Dance 3 DLC                                             |
| "U Can't Touch This"*                          | MC Hammer (Groove Century)                                   | 1990 | Solo                | ♂              | Just Dance                                                   |
| "Under the Sea"*                               | Elenco de The Little Mermaid da Disney                       | 1989 | Solo/Seated Dance   | ♀              | Just Dance 2016                                              |
| "Uptown Funk"                                  | Mark Ronson feat. Bruno Mars                                 | 2014 | Solo                | ♂-♀-♂-♀        | Just Dance 2016                                              |
| "Wake Me Up"                                   | Avicii feat. Aloe Blacc                                      | 2013 | Solo                | ♂              | Just Dance 2014 DLC                                          |
| "Waking Up in Vegas"                           | Katy Perry                                                   | 2009 | Solo                | ♀              | Just Dance 2014 (Popchips Promotion & DLC)                   |
| "Walk Like An Egyptian"                        | The Bangles                                                  | 1986 | Solo                | ♀              | Just Dance 2                                                 |
| "Walk This Way"                                | Run–D.M.C. and Aerosmith                                     | 1986 | Equipe de Dança     | ♂/♂/♂/♂        | Just Dance 2015                                              |
| "Want to Want Me"                              | Jason Derulo                                                 | 2015 | Solo                | ♂              | Just Dance 2016                                              |
| "Want U Back"                                  | Cher Lloyd feat. Astro                                       | 2012 | Solo                | ♀              | Just Dance 4 (Wii U)                                         |
| "Watch Me (Whip/Nae Nae)"                      | Silentó                                                      | 2015 | Equipe de Dança     | ♂/♂/♂/♀        | Just Dance 2017                                              |
| "The Way"                                      | Ariana Grande feat. Mac Miller                               | 2013 | Dueto               | ♂/♀            | Just Dance 2014                                              |
| "We R Who We R"                                | Ke$ha                                                        | 2010 | Solo                | ♀              | Just Dance 4 DLC                                             |
| "We No Speak Americano"*                       | Yolanda Be Cool and DCUP (Hit the Electro Beat)              | 2010 | Solo                | ♂              | Just Dance 4                                                 |
| "What About Love"                              | Austin Mahone                                                | 2013 | Solo                | ♂              | Just Dance 2014 DLC                                          |
| "Wherever I Go"                                | OneRepublic                                                  | 2016 | Solo                | ♂              | Just Dance 2017                                              |
| "What Is Love"*                                | Haddaway (Ultraclub 90)                                      | 1993 | Solo                | ♂              | Just Dance 2017                                              |
| "When the Rain Begins to Fall"*                | Jermaine Jackson and Pia Zadora (Sky Trucking)               | 1984 | Dueto               | ♀/♂            | Just Dance 2016                                              |
| "Who Let the Dogs Out?"*                       | Baha Men (The Sunlight Shakers)                              | 2000 | Solo                | ♂              | Just Dance                                                   |
| "Wild"                                         | Jessie J feat. Big Sean                                      | 2013 | Solo                | ♀              | Just Dance 2014                                              |
| "William Tell - Overture"                      | Rossini                                                      | 1828 | Dueto               | ♂/♂            | Just Dance 2016                                              |
| "Worth It"                                     | Fifth Harmony feat. Kid Ink                                  | 2015 | Solo                | ♀              | Just Dance 2017                                              |
| "XMas Tree"                                    | Bollywood Santa                                              | 2014 | Dueto               | ♀/♂            | Just Dance 2015                                              |
| "Y.M.C.A."                                     | Village People                                               | 1978 | Equipe de Dança     | ♂*/♂*/♂*/♂*    | Just Dance 2014                                              |
| "You Can't Hurry Love"                         | The Supremes                                                 | 1966 | Dueto               | ♀/♀            | Just Dance 2 DLC                                             |
| "You Make Me Feel..."                          | Cobra Starship feat. Sabi                                    | 2011 | Solo                | ♀              | Just Dance 4 (Cheetos Promotion & DLC)                       |
| "You Never Can Tell"*                          | Chuck Berry (A. Caveman and The Backseats)                   | 1964 | Dueto               | ♂/♀            | Just Dance 2016                                              |
| "You're On My Mind"                            | Imposs feat. J. Perry                                        | 2014 | Dance Crew Mashup   | Various        | Just Dance 2015                                              |
| "You're the First, the Last, My Everything"    | Barry White                                                  | 1974 | Equipe de Dança     | ♂/♂/♂/♂        | Just Dance 4                                                 |
| "You're The One That I Want"                   | John Travolta and Olivia Newton-John (do filme Grease)       | 1978 | Dueto/Cante Junto   | ♀/♂            | Just Dance 2016                                              |
| "Youth"                                        | Troye Sivan                                                  | 2015 | Solo                | ♂              | Just Dance Unlimited                                         |

- Um "*" indica que é uma versão cover, não é a original.
- () parêntesis na coluna Artistas indica um artista cover da música.
- Um "(F)" indica que a canção tem acesso livre.
- Um "(7)" que o app deve ser jogado 7 dias seguidos para ser, para desbloquear a música, e a música não está disponível nos Estados Unidos nem Canada.Tais músicas são de graça por tempo indefinido.
- Um "(R)" indica que a rotina da música foi refeita, e vai ter um design diferente do original.
- Um "(VIP)" indica que requer um passe VIP para acesso a canção.
- Um "♀*" e/ou "♂*" indica que o(s) dançarino(s) está retornando.

## Coreografias alternativas
Além das rotinas (coreografias) base, algumas músicas possuem uma ou mais versões alternativas da coreografia e de seus coaches. Ao contrário dos títulos regulares do Just Dance, todas as rotinas, mesmo as alternativas, estão sempre disponíveis para jogar. 
Na primeira versão da plataforma, era necessário possuir um Passe VIP para acessá-los (com exceção da música promocional "Taste The Feeling", pela Coca-Cola, que podia ser desbloqueado com moedas).

### Rotinas alternativas
| Música                                        | Artista                                                | Ano  | Rotina                              | Gênero  |
| --------------------------------------------- | ------------------------------------------------------ | ---- | ----------------------------------- | ------- |
| "All About That Bass"                         | Meghan Trainor                                         | 2014 | Versão de Flor e Abelha/Dueto       | ♂/♀     |
| "Animals"                                     | Martin Garrix                                          | 2013 | Versão Extrema/Solo                 | ♂       |
| "#thatPOWER"                                  | will.i.am feat. Justin Bieber                          | 2013 | Versão Extrema/Solo                 | ♂       |
| "#thatPOWER"                                  | will.i.am feat. Justin Bieber                          | 2013 | No Modo Estágio/Trio                | ♂/♂/♂   |
| "Blurred Lines"                               | Robin Thicke feat. Pharrell Williams                   | 2013 | Versão Extrema/Solo                 | ♀       |
| "Born This Way"                               | Lady Gaga                                              | 2011 | Nerd Version/Solo                   | ♂       |
| "Can't Take My Eyes Off You"                  | Boys Town Gang                                         | 1982 | Versão de Lutador/Solo              | ♂       |
| "Cake by the Ocean"                           | DNCE                                                   | 2015 | Versão de Fone de Ouvido/Dueto      | ♀/♂     |
| "Cheap Thrills"                               | Sia feat. Sean Paul                                    | 2016 | Versão Bollywood/Dueto              | ♀/♂     |
| "Chiwawa"                                     | Wanko Ni Mero Mero                                     | 2015 | Remasterizado da Versão Barbie/Solo | ♀       |
| "Circus"                                      | Britney Spears                                         | 2008 | Versão Extrema/Solo                 | ♀       |
| "Cola Song"                                   | INNA feat. J Balvin                                    | 2014 | Versão Doce/Equipe de Dança         | ♂/♀/♂/♀ |
| "Don't Stop Me Now"                           | Queen                                                  | 1979 | Versão Panda/Solo                   | ♂       |
| "El Tiki"                                     | Maluma                                                 | 2015 | Versão Trio/Trio                    | ♀/♂/♀   |
| "Fancy"                                       | Iggy Azalea feat. Charli XCX                           | 2014 | Versão Indiana/Solo                 | ♀       |
| "Gentleman"                                   | PSY                                                    | 2013 | Versão de Suor/Solo                 | ♀       |
| "Gimme! Gimme! Gimme! (A Man After Midnight)" | ABBA                                                   | 1979 | No Modo Estágio/Trio                | ♂/♀/♂   |
| "Ghostbusters"                                | Ray Parker, Jr.                                        | 1984 | Versão de Suor/Solo                 | ♀       |
| "Good Feeling"                                | Flo Rida                                               | 2011 | Versão Extrema/Solo                 | ♂       |
| "Happy"                                       | Pharrell Williams                                      | 2013 | Cante Junto/Trio                    | ♂/♂/♂   |
| "Hey Mama"                                    | David Guetta feat. Nicki Minaj , Bebe Rexha & Afrojack | 2014 | Versão Geisha /Trio                 | ♀/♀/♀   |
| "Hips Don't Lie"                              | Shakira feat. Wyclef Jean                              | 2005 | Sumo Version/Duet                   | ♂/♂     |
| "Hit The Road Jack"                           | Ray Charles                                            | 1961 | Versão Linha de Dança/Trio          | ♂/♀/♂   |
| "I Gotta Feeling"                             | The Black Eyed Peas                                    | 2009 | Versão Sala de Aula/Dueto           | ♂/♀     |
| "I Kissed a Girl"                             | Katy Perry                                             | 2008 | No Modo Estágio/Trio                | ♂/♀/♀   |
| "I Kissed a Girl"                             | Katy Perry                                             | 2008 | Versão de Suor/Solo                 | ♀       |
| "I Will Survive"                              | Gloria Gaynor                                          | 1978 | No Modo Estágio/Trio                | ♂/♀/♂   |
| "It's You"                                    | Duck Sauce                                             | 2013 | Versão de Suor/Solo                 | ♀       |
| "Jailhouse Rock"                              | Elvis Presley                                          | 1957 | Versão Linha de Dança/Solo          | ♀ ♂ ♀   |
| "Just Dance"                                  | Lady Gaga feat. Colby O'Donis                          | 2008 | No Modo Estágio/Trio                | ♀/♀/♀   |
| "Just Dance"                                  | Lady Gaga feat. Colby O'Donis                          | 2008 | Versão de Suor/Solo                 | ♂       |
| "Let It Go"*                                  | Elenco de Frozen da Disney                             | 2013 | Cante Junto/Solo                    | ♀       |
| "Pound the Alarm"                             | Nicki Minaj                                            | 2012 | Versão Extrema/Solo                 | ♂       |
| "Rabiosa"                                     | Shakira feat. El Cata                                  | 2011 | Versão Latin Fitness/Solo           | ♀       |
| "RADICAL"                                     | Dyro & Dannic                                          | 2014 | Versão Helmet/Dueto                 | ♂/♂     |
| "Sorry"                                       | Justin Bieber                                          | 2015 | Extreme Version/Solo                | ♀       |
| "Starships"                                   | Nicki Minaj                                            | 2012 | Versão de Charleston/Dueto          | ♀/♂     |
| "Summer"                                      | Calvin Harris                                          | 2014 | Versão de Suor/Solo                 | ♂       |
| "Taste the Feeling"                           | Avicii vs. Conrad Sewell                               | 2016 | Versão Alternada/Solo               | ♀       |
| "Teacher"                                     | Nick Jonas                                             | 2014 | Versão no Carro/Duet                | ♂/♂     |
| "This Is How We Do"                           | Katy Perry                                             | 2014 | Versão Aeróbica/Solo                | ♀       |
| "Tribal Dance"                                | 2 Unlimited                                            | 1993 | Com uma Katana/Solo                 | ♂       |
| "Turn Up the Love"                            | Far East Movement feat. Cover Drive                    | 2012 | Versão Sumo/Dance Crew              | ♂/♂/♂/♂ |
| "Uptown Funk"                                 | Mark Ronson feat. Bruno Mars                           | 2014 | Versão Tuxedo/Trio                  | ♂/♂/♂   |
| "Walk This Way"                               | Run–D.M.C. and Aerosmith                               | 1986 | Versão Antiga/Solo                  | ♀       |
| "Want to Want Me"                             | Jason Derulo                                           | 2015 | Vesão de Casal/Dueto                | ♂/♀     |
| "What Is Love"*                               | Haddaway (Ultraclub 90)                                | 1993 | Versão no Carro/Dueto               | ♂/♂     |

### Conteúdo da comunidade
| Música                   | Artista                                                 | Ano  | Modo                                        | Gênero          |
| ------------------------ | ------------------------------------------------------- | ---- | ------------------------------------------- | --------------- |
| "All About That Bass"    | Meghan Trainor                                          | 2014 | Remix da Comunidade/Solo                    | Various (♀)     |
| "Animals"                | Martin Garrix                                           | 2013 | Versão Extrema/Remix da Comunidade/Solo     | Various (♂)     |
| "Blurred Lines"          | Robin Thicke feat. Pharrell Williams                    | 2013 | Coreografia Fanmade/Dueto                   | ♂/♀             |
| "Hey Mama"               | David Guetta feat. Nicki Minaj, Bebe Rexha and Afrojack | 2015 | Remix da Comunidade/Trio                    | Various (♂/♀/♂) |
| "I Gotta Feeling"        | The Black Eyed Peas                                     | 2009 | Remix da Comunidade/Solo                    | Various (♂)     |
| "Ievan Polkka"           | Hatsune Miku                                            | 2007 | Remix da Comunidade/Solo                    | Various (♀)     |
| "I'm An Albatraoz"       | AronChupa                                               | 2014 | Remix da Comunidade/Solo                    | Various (♀)     |
| "Sexy and I Know It"     | LMFAO                                                   | 2011 | Remix da Comunidade/Solo                    | Various (♂)     |
| "Stadium Flow"           | Imposs                                                  | 2015 | Coreografia Fanmade/Solo                    | ♂               |
| "Taste the Feeling"      | Avicii vs. Conrad Sewell                                | 2016 | Versão Alternativa/Remix da Comunidade/Solo | Various (♀)     |
| "The Choice is Yours"    | Darius Dante Van Dijk                                   | 2015 | Remix da Comunidade/Solo                    | Various (♂)     |
| "This Is How We Do"      | Katy Perry                                              | 2014 | Coreografia Fanmade/Solo                    | ♂               |
| "Turn Up the Love"       | Far East Movement feat. Cover Drive                     | 2012 | Coreografia Fanmade/Solo                    | ♂               |
| "We No Speak Americano"* | Yolanda Be Cool and DCUP (Hit the Electro Beat)         | 2010 | Coreografia Fanmade/Dueto                   | ♂/♀             |

- Um "*" indica que a música (no jogo) é cover feito por algum artista ou banda, imitando a versão original.
- Um "()" parêntesis, na coluna "Artistas", indica o artista/banda responsável pelo cover da música.
- Um "♀*" e/ou "♂*" indica que o(s) dançarino(s) está retornando.
- Um "(F)" indica que a música, na primeira versão, poderia aparecer (ocasionalmente) na lista de "Músicas Grátis", para jogá-la quantas vezes quisesse (sem a necessidade de gastar moedas e/ou adquirir Passe VIP).

## Músicas removidas
As músicas a seguir já estiveram no catálogo do Just Dance Now mas, por algum motivo, foram removidas. Não se sabe exatamente o motivo da exclusão de cada uma, nem mesmo se irão retornar à plataforma algum dia.
| Música       | Artista     | Ano  | Modo  | Gênero | Jogo original    |
| ------------ | ----------- | ---- | ----- | ------ | ---------------- |
| "Baby Zouk"  | Dr. Creole  | 2011 | Dueto | ♂/♀    | Just Dance 3     |
| "Fatima"     | Cheb Salama | 2014 | Solo  | ♀      | Just Dance 2015  |
| "Why Oh Why" | Love Letter | 2010 | Dueto | ♀/♂    | Just Dance 2 DLC |